# 蓋瑟 (密蘇里州)
蓋瑟（英語：Gaither）是位於美國密蘇里州勞倫斯縣的鬼鎮。

## 歷史
蓋瑟的郵局於1901年設立，其後於1907年停運。

## 地理
蓋瑟所處的海拔為高於海平面351米（即1152英呎），而該地所採用的時區為UTC-6，即北美中部時區（CST）。同時該地設有夏令時間，為UTC-6調快一小時，即UTC-5（CDT）。